# Bronsålderns svärd

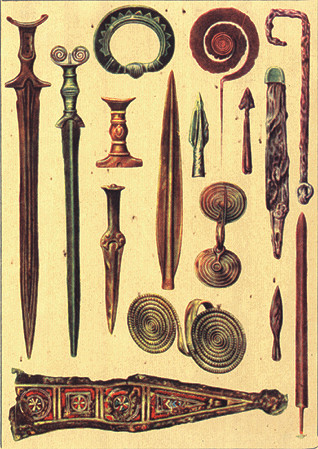
Rumänska bronsåldersvapen. Som tvåa från vänster syns ett antennsvärd.

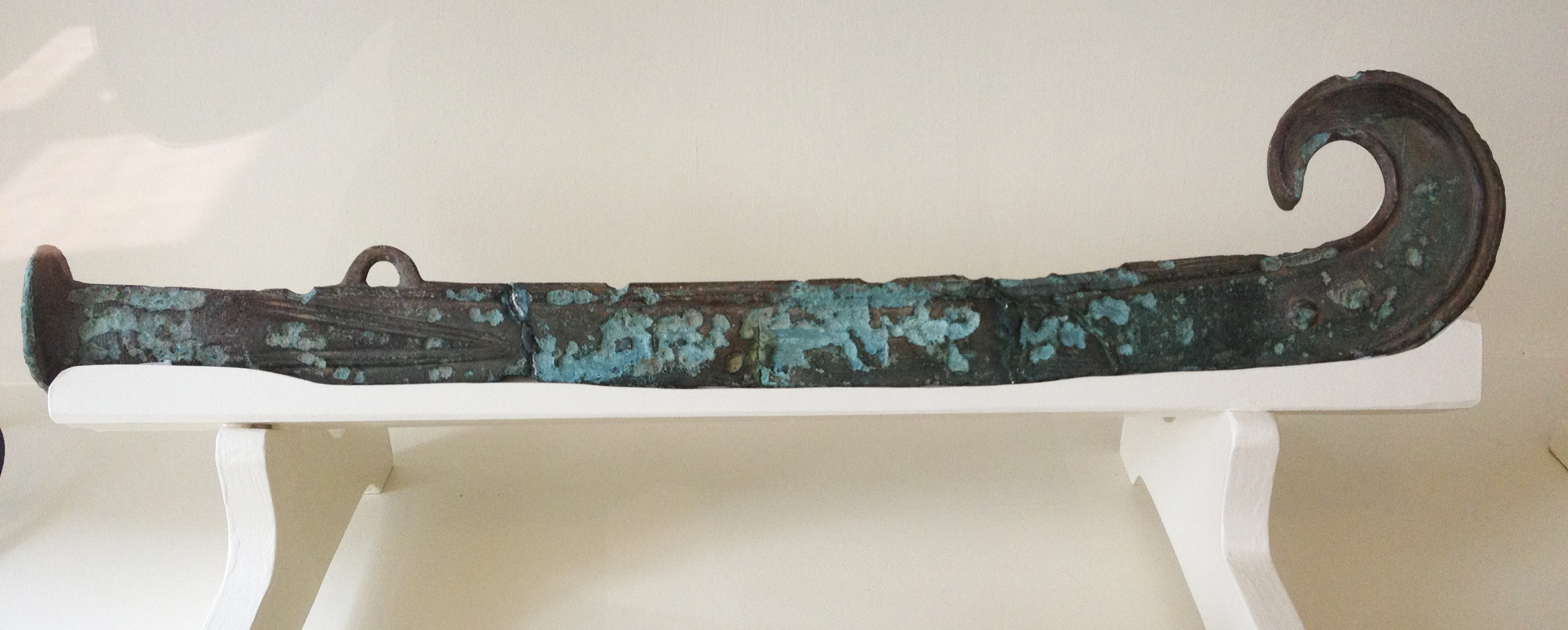
Krumsvärd, funnet i Södra Åby socken, Trelleborgs kommun.

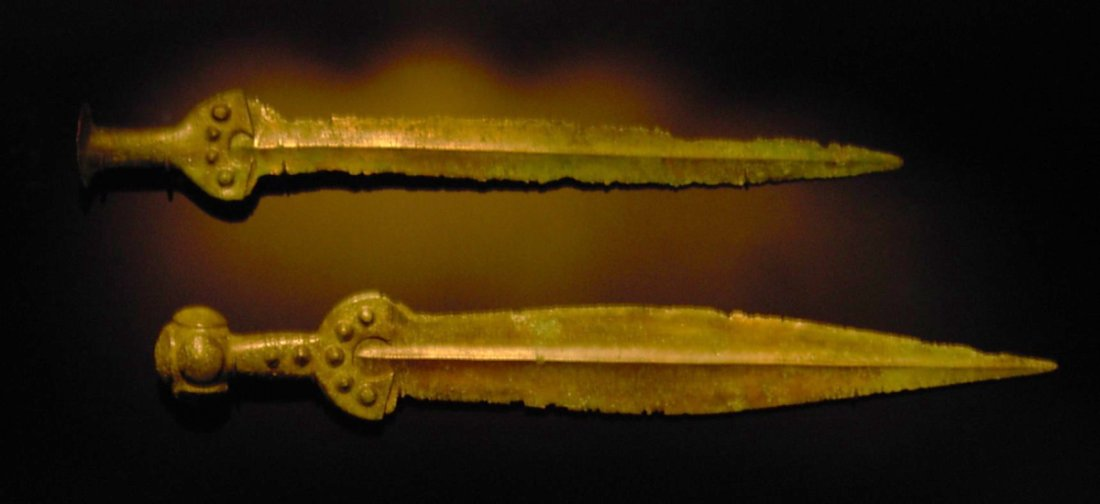
Svärd från 1700-talet före Kristus.

Den nya metallen brons som uppkom under bronsålderns tidigaste skede gav möjligheter för ett nytt vapen, svärdet. Svärdet har förmodligen utvecklats ur dolken så snart bronshantverket tillät framställningen av längre klingor. Detta skedde troligen omkring 1700 f.Kr i medelhavsområdet. Under bronsåldern förekom flera olika typer av svärd, vanligen var dessa inte så långa utan de längsta var strax över en meter. Från början var klingorna fastnitade vid hjaltet, men under mitten av bronsåldern övergick man till att göra svärd i ett stycke.

## Äldre bronsålder

### Krumsvärd
Krumsvärd är en typ av eneggat svärd vars svärdspets är böjd som en krumsabel. Krumsvärden anses tillhöra tidig bronsålder (Period 1: 1800–1500 f.Kr.) och är gjutna i brons. Ett avvikande krumsvärd har man funnit, tillverkat av parallellhuggen flinta i Favrskov i Danmark.
Bronsålderns krumsvärd föreställer sannolikt ett sticksvärd i en skida med krumböjd doppsko, en helgjuten symbol för fred? Krumskidor fanns vid denna tid närmast hos hettiterna i Mindre Asien.

## Yngre bronsålder

### Antennsvärd
Antennsvärd är en form av svärd som uppkallats efter de antennliknande spiralornamenten på avslutet till fästet. Antennsvärden härstammar från Centraleuorpa men förekommer som importföremål i Norden. Antennsvärdet förekommer såväl i en rak form, som i en böjd, sabelliknande variant.

### Grepptungesvärd
Grepptungesvärd är en svärdstyp från yngre bronsålder där grepptungan eller handtaget har låga sidokanter för att kunna infatta fästplattor av till exempel ben eller horn. Grepptungesvärden förekommer i den så kallade Hallstattkulturen och kunde tillverkas i både brons och järn.